# Pat Evison
Pat Evison (ur. 2 czerwca 1924 w Masterston, zm. 30 maja 2010) – nowozelandzka aktorka teatralna i filmowa, w 1979 roku za występ w filmie Tim zdobyła Nagrodę Australijskiego Instytutu Filmowego w kategorii najlepsza rola drugoplanowa.

## Filmografia
| Rok  | Tytuł                                   | Tytuł oryginalny                           | Rola            |
| ---- | --------------------------------------- | ------------------------------------------ | --------------- |
| 1991 | My Grandfather Is a Vampire             |                                            | Leah            |
| 1990 | Co widział księżyc                      | What the Moon Saw                          | Babcia          |
| 1986 | Emma's War                              |                                            | Panna Arnott    |
| 1986 | Latający doktorzy                       | The Flying Doctors (serial TV 1986 - 1991) | Violet Carnegie |
| 1985 | A Street to Die                         |                                            |                 |
| 1985 | The Flying Doctors (miniserial 1985 - ) |                                            | Violet Carnegie |
| 1985 | Hanging Together (TV)                   |                                            | Jean            |
| 1984 | The Silent One                          |                                            | Luisa           |
| 1982 | The Clinic                              |                                            | Alda            |
| 1982 | Starstruck                              |                                            | Nana            |
| 1981 | Bad Blood                               |                                            | Dulcie Lindsay  |
| 1981 | A Town Like Alice (miniserial 1981 - )  | Pani. Collard                              |                 |
| 1980 | Syn Ziemi                               | The Earthling                              | Meg Neilson     |
| 1979 | Tim                                     |                                            | Em Melville     |
| 1975 | Landfall                                |                                            | Gość            |

Źródło